# Громадський рух «Народний контроль»
Народний контроль (Громадський рух «Народний контроль») — українська політична партія, лідером якої є народний депутат Дмитро Добродомов, колишній директор медіахолдингу ZIK. Створена 2015 року.

## Історія
Рух з'явився у Львові 2012 року як авторський проєкт відомого журналіста-розслідувача Дмитра Добродомова. Завдання: викриття корупціонерів, нечесних схем державного та комунального управління, аналіз рішень, що приймалися в місті та країні. Зважаючи на значний суспільний резонанс, який викликав громадський рух, тематика діяльності розширилася. Так рух зайнявся і проблемами комунальних тарифів, темою громадського транспорту, дорогами, трубами та іншим.

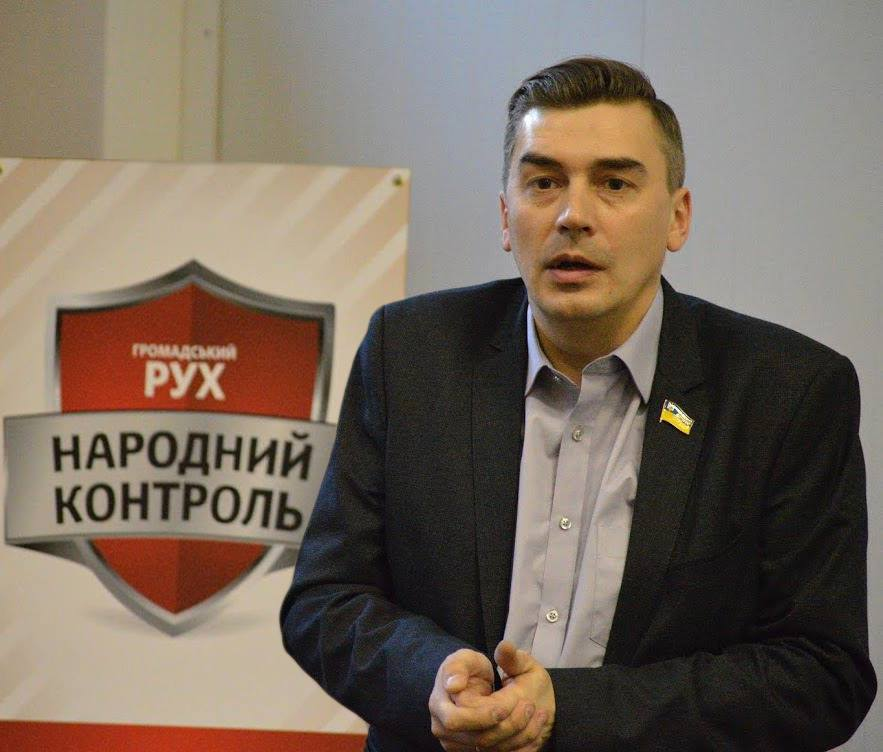
Лідер партії "Громадський рух «Народний контроль» Дмитро Добродомов

Під час Революції гідності організація разом з іншими стала співорганізатором Комітету Майдану Львівщини, забезпечував інформаційний та юридичний захист громадян і студентів. Одночасно з цим в Києві рухові та його координатору Андрію Мисику вдалося організувати своєрідний коордцентр та місце для відпочинку майже 10.000 людей, що брали участь в протестних акціях в столиці.
Після перемоги Майдану та з початком війни на Сході разом з «Народною Самообороною Львівщини» було створено центри допомоги військових, які на волонтерських засадах здійснювали збір та координацію необхідного для потреб української армії та добровольчих батальйонів.
2014 року під час парламентських виборів лідер громадського руху Дмитро Добродомов як самовисуванець став народним депутатом України. Невдовзі він заявив про створення Громадського руху «Народний контроль». У роботі партії беруть участь народні депутати Андрій Антонищак, Богдан Матківський і Олег Мусій (все БПП).
Згодом партія вирішила взяти участь у місцевих виборах 25 жовтня 2015 року.

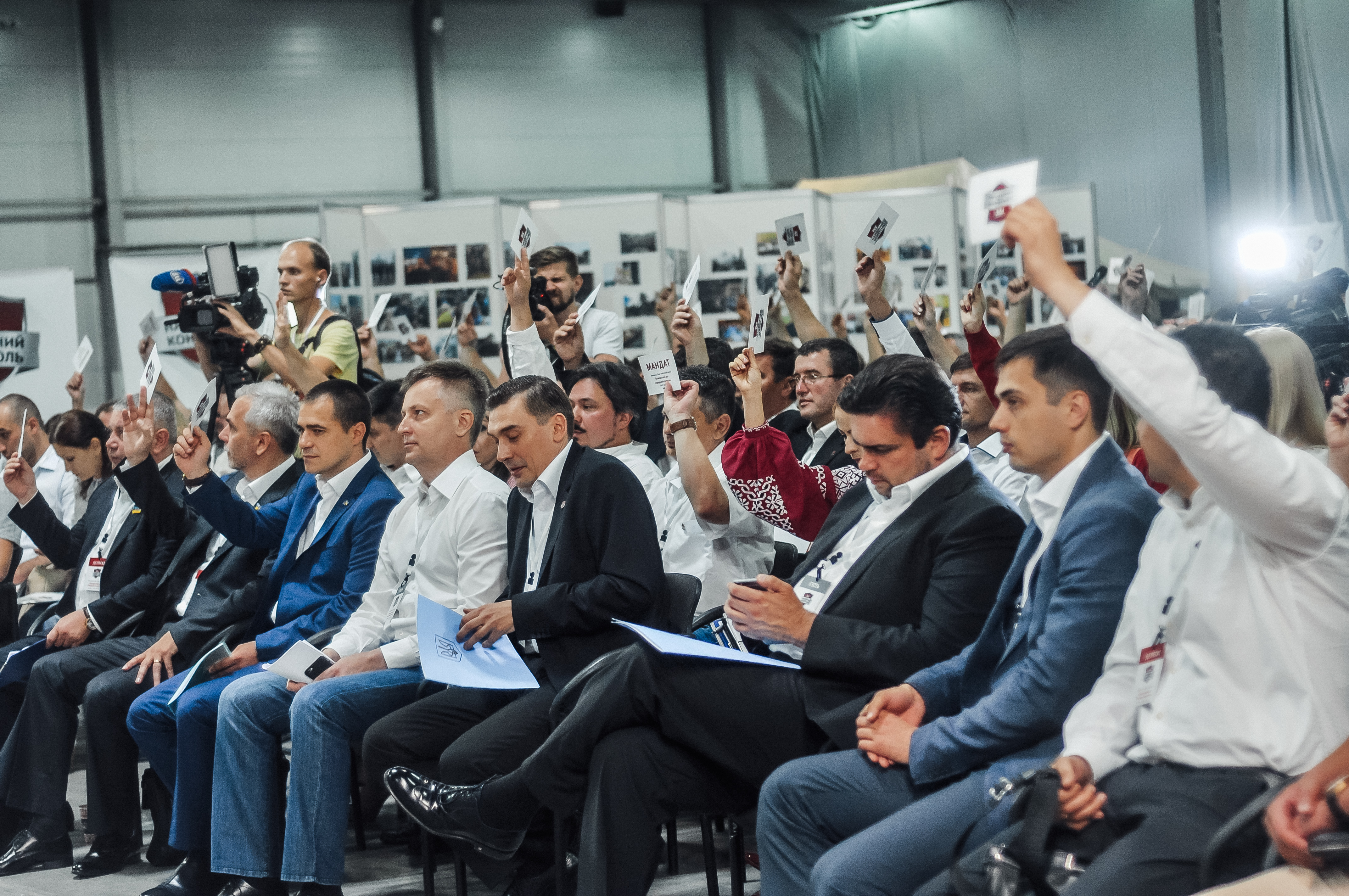
Перший з'їзд політичної партії "Громадський рух «Народний контроль» (4 липня 2015 року)

2 вересня 2015-го у ВРУ створене нове міжфракційне об'єднання «Народний контроль», куди увійшли Дмитро Добродомов, Олег Мусій, Богдан Матківський та Андрій Антонищак.
Видання Лівий берег відзначає, що політичну активність Добродомова курує заступник голови Адміністрації президента Віталій Ковальчук. Фінансову сторону можливо забезпечує головний спонсор ВО «Свобода» Ігор Кривецький.

## Голови обласних організацій
- Павло Данильчук — на Волині. Депутат Луцької міської ради.
- Володимир Воловодюк — на Вінниччині.
- Олександр Піньковський — на Черкащині.
- Олена Васильченко — на Дніпровщині.
- Світлана Пахольчук — на Житомирщині.
- Володимир Гергелюк — на Івано-Франківщині.
- Сергій Михальонок — на Кіровоградщині. Депутат міської ради Кропивницького 6-го скликання. Керівник інформаційно-аналітичного центру «Перевесло».
- Валерій Веремчук — на Львівщині. Голова депутатської групи у Львівській міській раді.
- Тарас Боровський — на Київщині, правозахисник.
- Дмитро Сільман — на Рівненщині.
- Олена Абакумова — на Тернопільщині.
- Оксана Корнійчук — на Хмельниччині.
- Григорій Ванзуряк — на Буковині. Голова Глибоцької районної ради. Брат нардепа 7-го скликання Романа Ванзуряка.
- Валерій Альтгауз — на Херсонщині.